# 日本財政学会
日本財政学会（にほんざいせいがっかい、英語: The Japan Institute Of Public Finance）は、日本の学術研究団体の一つ。

## 概要
1940年10月26日設立。学術研究団体としての種別は単独学会。
経済学を学術研究領域とし、財政学の研究を深め、その成果を発表し、また会員相互の親睦を図ることを目的としている。
国内においては日本経済学会連合に加入している。
国際会議としては、国際財政学会東京大会（1981年）、国際財政学会京都大会（1997年）、国際財政学会東京大会（2017年）を主催した。

## 沿革
- 1940年 - 日本財政学会設立。

## 刊行物

### 日本財政学会叢書『財政研究』
- 誌名（和文）：日本財政学会叢書『財政研究』
- 誌名（欧文）：Zaisei Kenkyu (Fiscal Studies)
- 創刊年：2005
- 資料種別：ジャーナル（査読付き論文を含む）
- 使用言語：日本語（英文抄録あり）
- 発行形態：印刷体
- 著作権帰属先：学会
- クリエイティブコモンズ：定めていない
- 購読：有料